# Nototriton richardi
Nototriton richardi är en groddjursart som först beskrevs av Taylor 1949.  Nototriton richardi ingår i släktet Nototriton och familjen lunglösa salamandrar. IUCN kategoriserar arten globalt som nära hotad. Inga underarter finns listade i Catalogue of Life.